# 유니버셜 솔져 4: 클론의 반란
유니버셜 솔져 4: 클론의 반란(Universal Soldier: Day of Reckoning)은 2012년 공개된 미국의 SF 액션 영화이다. 매우 높은 선정성과 폭력성으로 일본에서 R18+이 지정되었다.

## 줄거리
존이라는 남자가 꿈속에서 집으로 침입한 괴한들에게 아내와 딸이 살해당하는 끔찍한 광경을 목격한 후 혼수상태에서 깨어난다. 그는 아내와 딸이 실제로 살해당했다는 사실을 알게 되고, FBI 요원 고먼에게 범인이 전직 유니솔(Universal Soldier)인 뤽 드베로라는 것을 진술한다. 한편, '배관공'이라는 코드명을 가진 복제 유니솔 매그너스가 살인 임무를 수행하던 중 다른 유니솔 복제인 앤드류 스콧에게 제압당해 정부 통제에서 벗어나게 된다. 매그너스는 드베로와 스콧이 이끄는 유니솔 반군에 합류하여 정부에 대항하는 새로운 질서를 만들고자 한다.
기억을 잃은 존은 자신을 "친구"라고 주장하는 이삭이라는 자로부터 연락을 받고 만나지만, 이삭은 이미 살해당한 상태였다. 존은 이삭이 유니솔 프로그램에 연루되어 있었음을 알게 된다. 또한 존은 스트립 클럽에서 자신을 기억하는 사라라는 여자를 만나고, 매그너스의 공격을 받는다. 사라는 존이 트럭 운전수였으며 둘이 연인 관계였음을 알려준다. 혼란스러워진 존은 고먼 요원과 만나고, 드베로가 과거 존이 일했던 선착장 주변에서 자주 목격되었다는 정보를 얻는다. 선착장에서 존은 자신이 이삭을 살해하는 모습이 담긴 영상을 보게 된다.
존과 사라는 과거 존이 살던 오두막으로 향하던 중 매그너스의 재공격을 받지만, 존은 강력한 힘과 전투 능력을 발휘해 매그너스를 죽인다. 오두막에서는 자신과 똑같이 생긴 또 다른 존을 만나는데, 그는 자신이 원래의 존이라고 주장한다. 원래의 존은 과거 드베로를 추적하라는 세뇌를 받았지만, 오히려 드베로에게 고용되어 암살자로 활동했었다. 하지만 사라를 만나 도망쳤었고, 사라를 살해하려다 또 다른 존에게 죽는다. 또 다른 존은 자신이 유니솔 잠입 요원일지도 모른다고 의심하게 된다.
강가에서 만난 유니솔을 따라 반군의 비밀 기지에 도착한 존은 과거 유니솔 프로그램 과학자였던 수 박사를 만나 자신이 몇 주 전에 인공적으로 만들어졌으며, 가족에 대한 기억은 심어진 가짜라는 것을 알게 된다. 수 박사는 또한 드베로가 복제 군대를 만들 수 있는 장비를 운반 중이라고 말한다. 존은 수술을 통해 가짜 기억에서 오는 감정적 연결을 끊으려 하지만, 고통과 애착 때문에 미쳐 날뛰며 모든 유니솔들을 살해하고 마지막으로 스콧과 대결한다.
결국 드베로와 마주한 존은 치열한 싸움 끝에 드베로를 제압한다. 드베로는 정부가 계속해서 존의 복제본을 보낼 것이고, 이 존이 자신의 후계자가 될 만하다고 판단하여 그에게 죽임을 당한다. 이후 존은 고먼 요원과 다시 만나 그가 유니솔 프로그램에 연루되어 있으며, 자신을 이용해 드베로를 제거하려 했다는 것을 알게 된다. 존은 고먼을 죽이고, 직후 고먼과 똑같이 생긴 복제인간과 유니솔 세 명이 나타난다. 고먼 복제본은 고먼의 차를 타고 떠나고, 존은 복제 과정을 끝내고 반군을 장악한 것으로 암시된다. 존은 자신에게 고통을 준 정부에 복수하기 위해 침투할 계획을 세운다.

## 출연

### 주연
- 장 끌로드 반담
- 스콧 앳킨스
- 돌프 룬드그렌

### 조연
- 크리스토퍼 반 바렌버그
- 머라이어 보너
- 제임스 로우링스
- 시걸 다이아맨트
- 오스틴 놀티
- 오드리 P. 스콧
- 데이비드 젠슨
- 러스 블랙웰
- 데인 로즈